# Oria (Brindisi)
Oria is een stad en gemeente in de Italiaanse provincie Brindisi (regio Apulië) en telt 15.414 inwoners (31-12-2004). De oppervlakte bedraagt 83 km², de bevolkingsdichtheid is 184 inwoners per km². De Middeleeuwse stad ligt op een heuvel naast het Zwabisch kasteel.

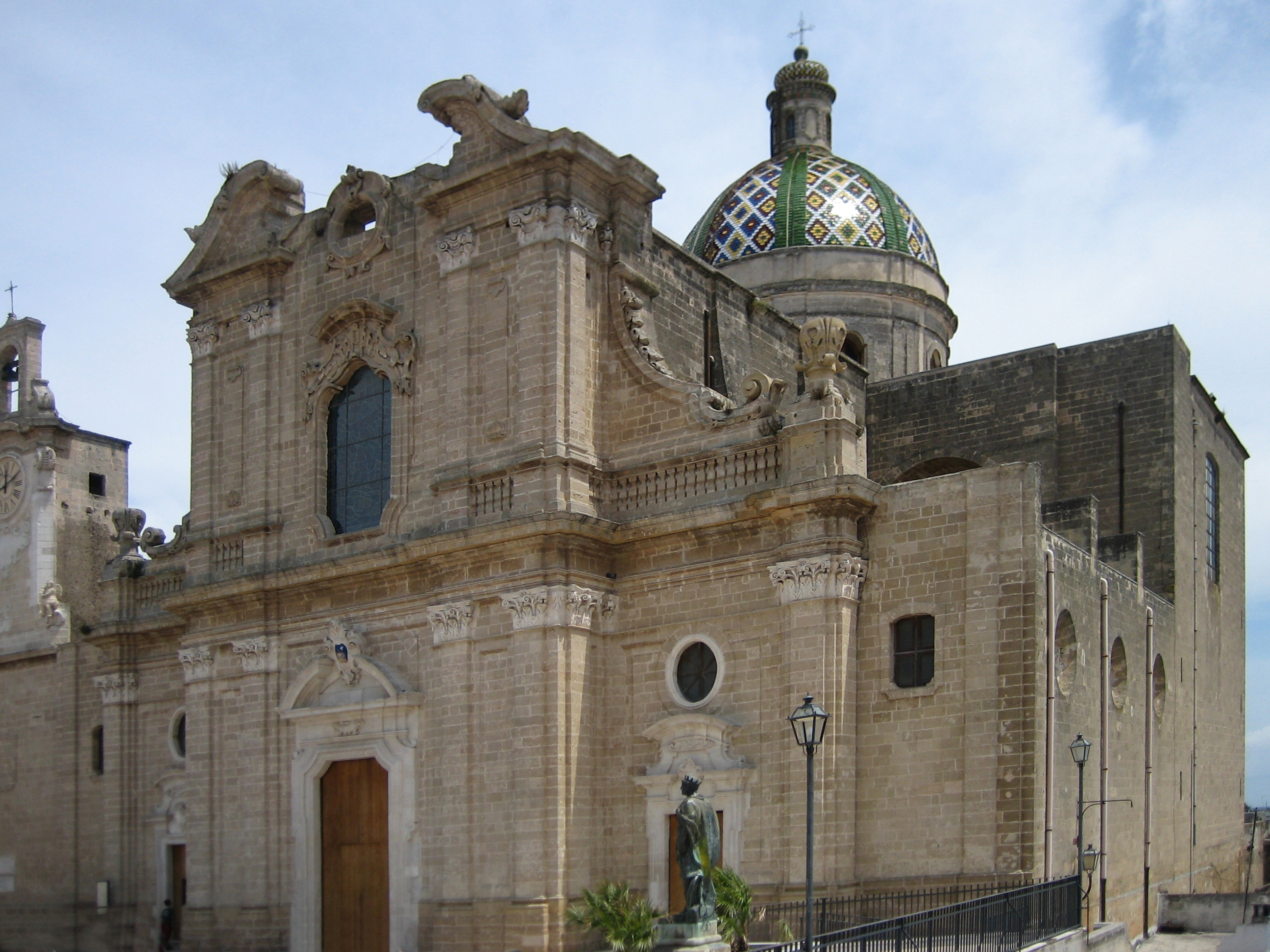
Kathedraal van Oria

## Geografie
Oria grenst aan de volgende gemeenten: Erchie, Francavilla Fontana, Latiano, Manduria (TA), Mesagne, Torre Santa Susanna.

## Demografie
| Jaar | Inwoneraantal |
| ---- | ------------- |
| 1991 | 15.089        |
| 2001 | 15.209        |

## Geboren in Oria
- Amittai ben Shephatiah (9e-10e eeuw), Joods dichter
- Vincenzo Corrado (1736-1836), schreef culinaire handboeken over de Mediterrane keuken

## Jumelage
- Lorch in Duitsland
- Miękinia in Polen